# هرم أوسترليتز

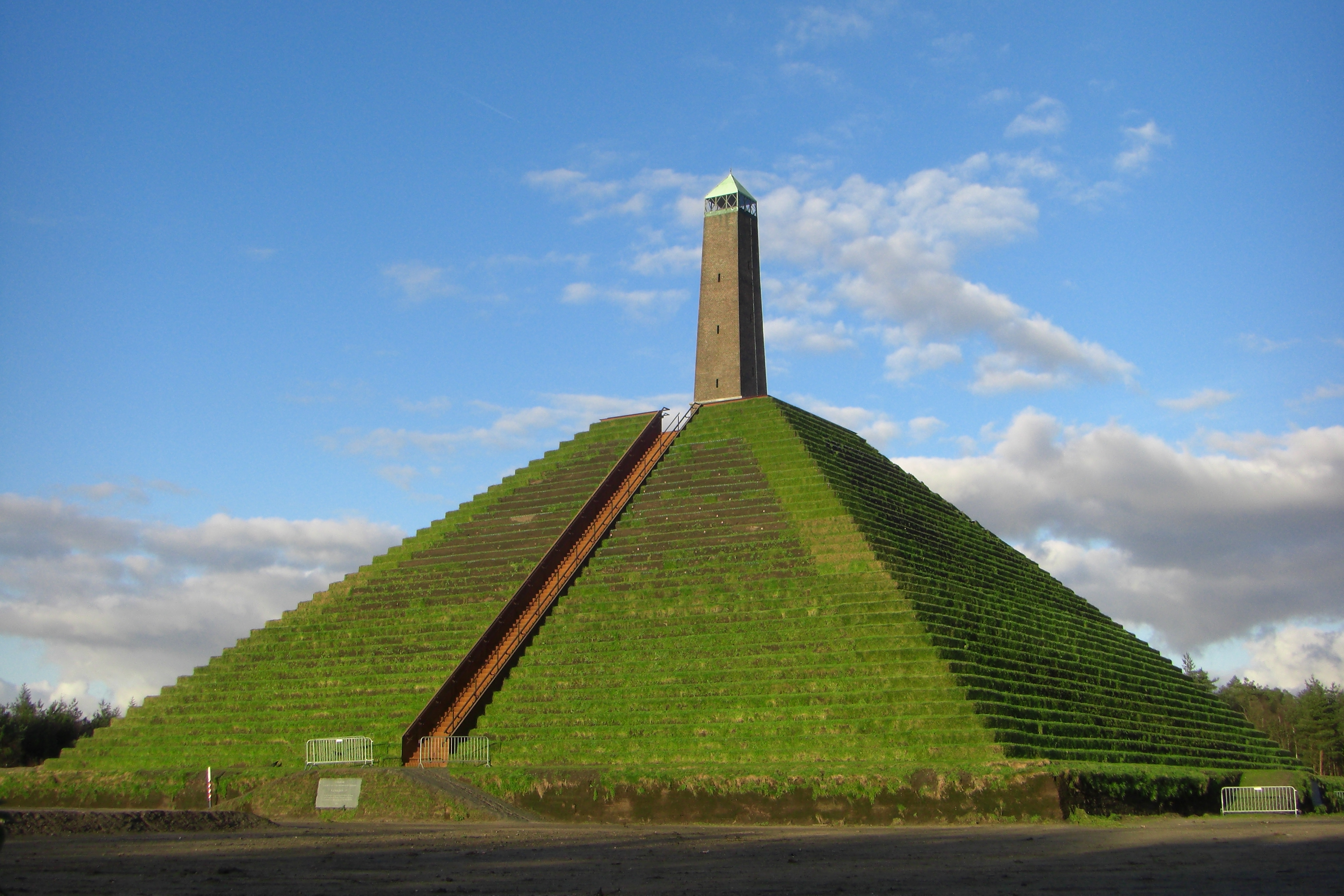
هرم أوسترليتز، في الصورة عام 2008

هرم أوسترليتز هو هرم من الأرض يبلغ ارتفاعه 36 متراً، وقد بناه جنود نابليون بونابرت عام 1804 على إحدى أعلى النقاط في أوتريخت هيل ريدج، في بلدية فاودنبيرخ بهولندا. يوجد أعلى الهرم مسلة حجرية تعود إلى عام 1894.

## تاريخ

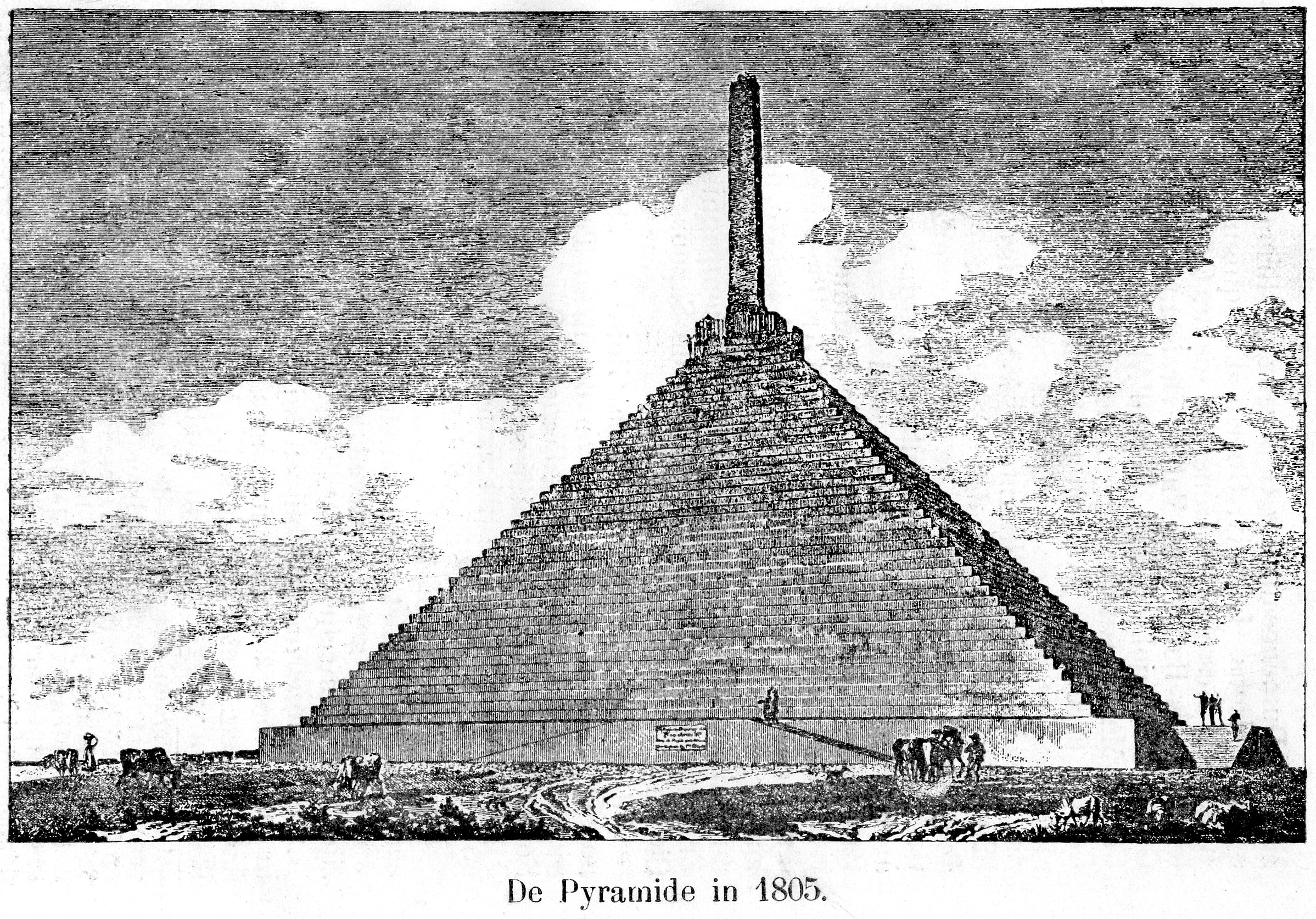
نقش عام 1805 لهرم أوسترليتز بواسطة لويس بيير بالتارد

في عام 1804، أنشأ الجنرال الفرنسي أوغست دو مارمون معسكرًا للجيش في هذا الموقع المركزي في الجمهورية الباتافية بهولندا الحالية، حيث قام على مدى عدة أشهر بتشكيل كتائب مختلفة في مجموعة كبيرة جيدة. - جيش مدرب قادر على هزيمة العدو البريطاني في حالة تكرار غزو 1799. في خريف 1804، راضياً عن القوة العسكرية للجيش الجديد، ولاحتلال جنوده الملل، طلب مارمون من جنوده بناء نصب أرضي وعشب مستوحى من الهرم الأكبر بالجيزة، الذي رآه مارمون في عام 1798 أثناء الحملة الفرنسية على مصر. حتى السطح المتدرج المكشوف للتآكل تم تقليده. استمر البناء 27 يومًا. كان تلة الهرم يبلغ ارتفاعها 36 متراً، وتعلوها مسلة خشبية ارتفاعها 13 متراً. كان اسمه «مونت مارمون» أو «مارمونبرج».
في صيف عام 1805، غادر مارمون مع جيشه إلى جنوب ألمانيا للقتال في حرب التحالف الثالث، والتي بلغت ذروتها في معركة أوسترليتز، وهي المعركة التي هزم فيها نابليون الروس والنمساويين بشكل حاسم.
في عام 1806، على الرغم من احتجاجات مارمون، أعاد لويس بونابرت، الملك الجديد لهولندا، تسمية التل بهرم أوسترليتز.
بعد مغادرة هولندا في عام 1805، أعطى مارمون النصب التذكاري واستخدام منزل قريب لثلاثة جنود، لويس فيفر، وجان بابتيست لا روش، وباريند فيلبس، الذين كانوا أيضًا بصيانة الهرم. ومع ذلك، سرعان ما تدهورت المسلة الخشبية واكتسب الغطاء النباتي واكتسب شكلًا مخروطيًا أكثر قليلاً، وتم هدمها في عام 1808. في عام 1816 تم بيع هرم مارمون والأرض المرتبطة به إلى رئيس بلدية أوتريخت المستقبلي، هوبرت إم إيه جيه فان آش فان ويك.
في عام 1894، قام يوهانس برناردوس دي بوفورت، الذي كان يمتلك كلاهما ملكية المنزل الذي كان الهرم قائمًا عليه وكان عمدة فاودنبيرخ، ببناء المسلة الحجرية الحالية على الهرم. بدأ هذا أيضًا في الانهيار.

## ترميم

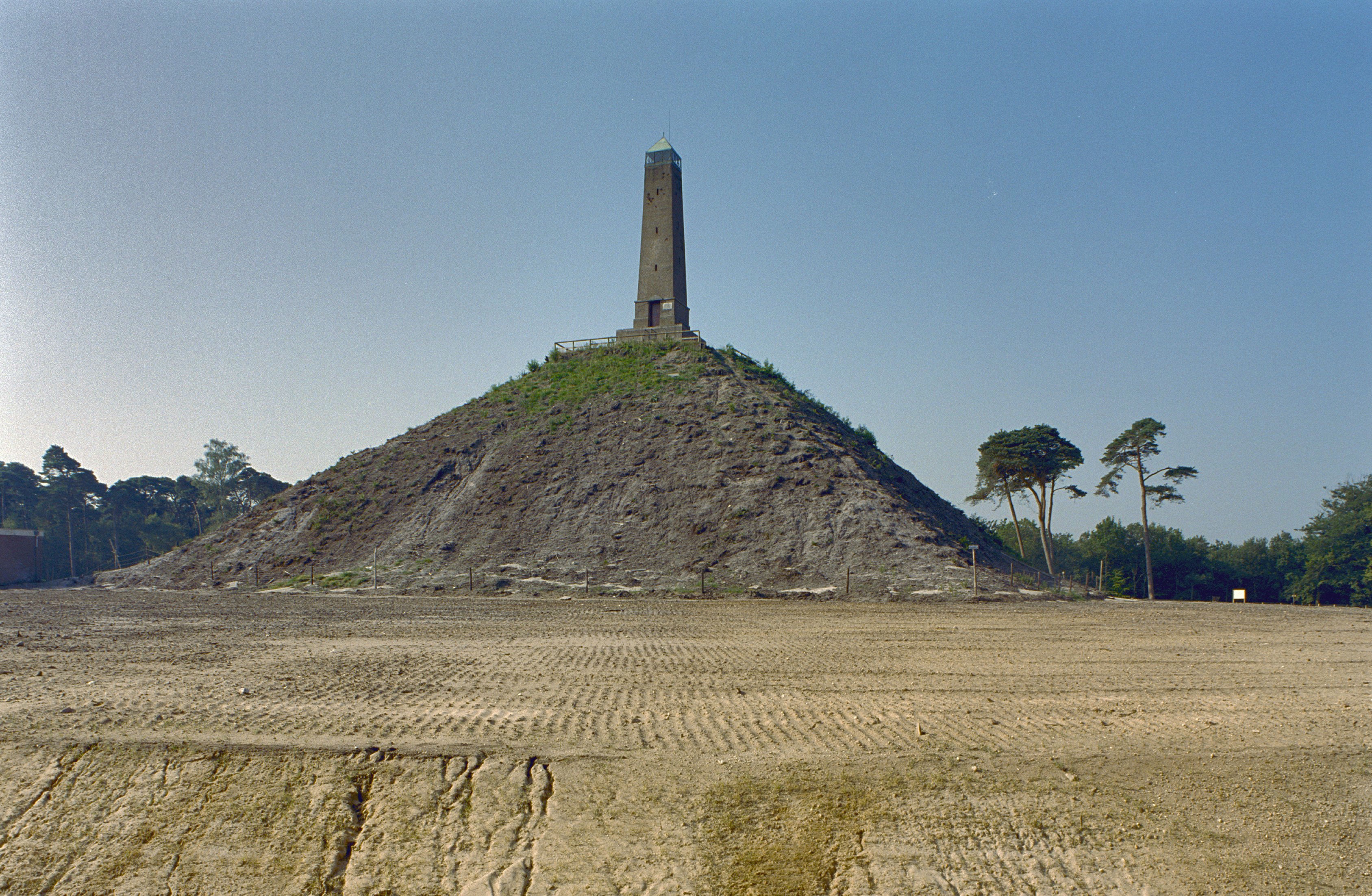
هرم أوسترليتز في عام 2002، أثناء ترميمه

بمناسبة الذكرى المئوية الثانية لتأسيسه في عام 2004، تم ترميم الهرم المتهالك للغاية بين عامي 2001 و 2004. وقد تم ذلك بمبادرة من مقاطعة أوترخت، وملكية دن تريك-هينشوتين وبلدية فاودنبيرخ، التي سبق أن أنشأت مؤسسة هرم أوسترليتز.

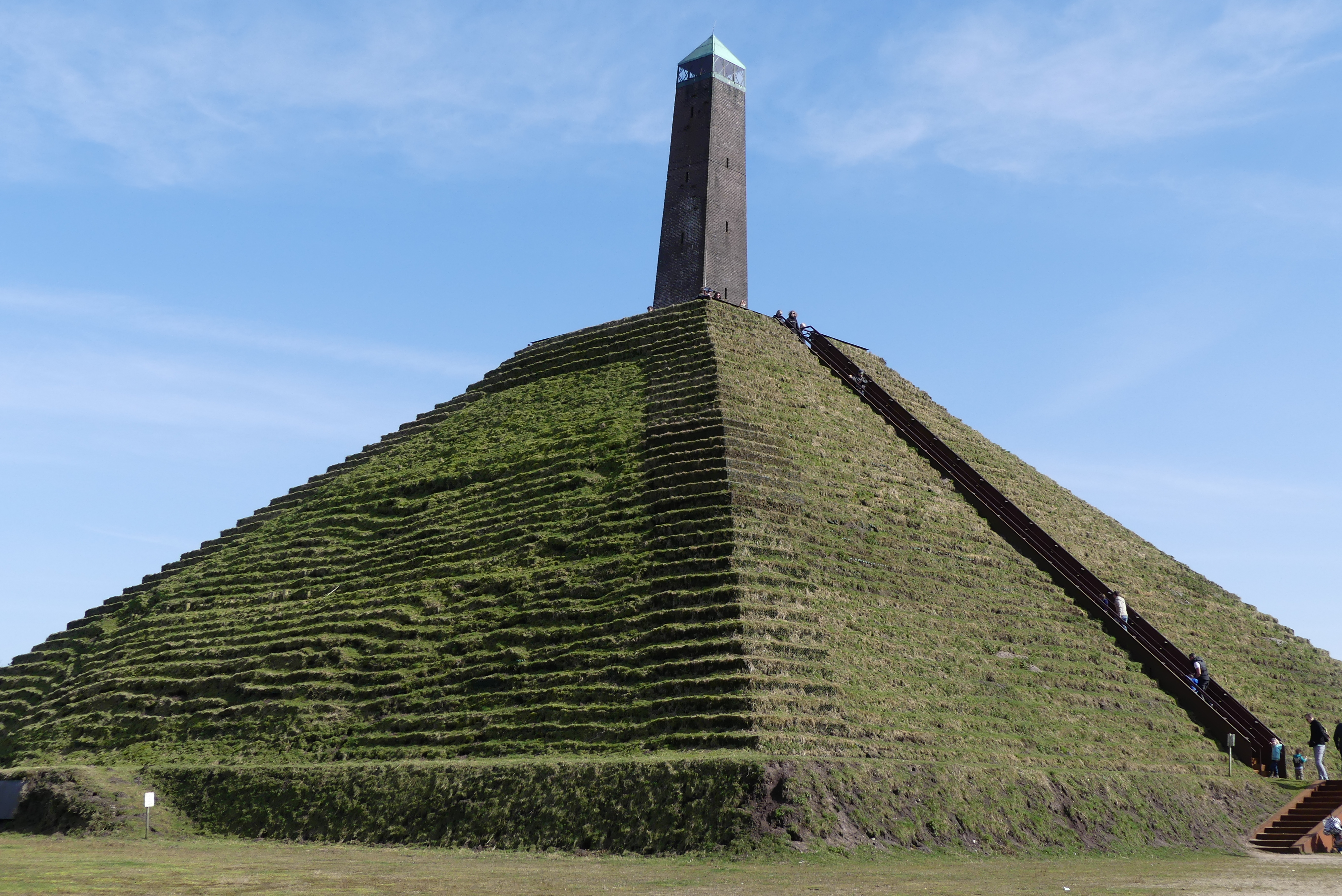
هرم أوسترليتز عام 2017

تسبب صيف 2003 شديد الجفاف، تلاه أمطار غزيرة في عام 2004، في مزيد من الهبوط، واستؤنفت عملية الترميم في عام 2007. أعيد فتح الهرم للزوار في عام 2008، إلى جانب مركز زوار جديد يفسر فترة الحكم الفرنسي في هولندا. تم إجراء مزيد من الأساسات في عامي 2010 و 2012 لتحقيق الاستقرار في الكومة.
هرم أوسترليتز هو نموذج لأسد واترلو الأكبر، الهرم الذي بناه الملك ويليام الأول كنصب تذكاري لمعركة واترلو حيث هزم نابليون. تمثل الكومة المكان الذي أصيب فيه ابنه ويليام الثاني.
الهرم نصب تذكاري وطني، نصب تذكاري رقم 39543.

## وصلات خارجية
- https://www.monumentdepyramidevanausterlitz.nl/